# 7e étape du Tour d'Italie 2018
Pour un article plus général, voir Tour d'Italie 2018.
La 7e étape du Tour d'Italie 2018 se déroule le vendredi 11 mai 2018, entre Pizzo et Praia a Mare sur une distance de 159 km.

## Parcours
Le tracé a été effectué sur la côte calabraise et présente très peu de relief.

## Déroulement de la course
Une échappée de trois coureurs Maxim Belkov (Katusha-Alpecin), Markel Irizar (Trek-Segafredo) et Davide Ballerini (Androni Giocattoli-Sidermec) creuse un écart maximal de quatre minutes sur le peloton, contrôlé par l'équipe Mitchelton-Scott, du maillot rose Simon Yates, et les équipes comptant sur une arrivée au sprint, notamment Quick-Step. Le trio est rattrapé à 15 km de l'arrivée.  Deux coureurs de l'équipe Katusha-Alpecin, Alex Dowsett et Mads Würtz Schmidt, tentent leur chance successivement, en vain. Sacha Modolo (EF Education First-Drapac) lance le sprint. Elia Viviani (Quick-Step Floors), dans sa roue, le dépasse mais voit Sam Bennett (Bora-Hansgrohe) le devancer. Niccolò Bonifazio (Bahrain-Merida) prend la troisième place. À 27 ans, Sam Bennett obtient sa première victoire dans un grand tour. Sean Yates garde le maillot rose, et les classements annexes ne connaissent pas de changement important à l'issue de l'étape.

## Résultats

### Classement de l'étape
| \| Classement de l'étape \| Classement de l'étape \| Classement de l'étape \| Classement de l'étape \| Classement de l'étape \| \| Coureur \| Coureur \| Pays \| Équipe \| Temps \| \| --------------------- \| --------------------- \| --------------------- \| ----------------------------- \| --------------------- \| \| 1er \| Sam Bennett \| Irlande \| Bora-Hansgrohe \| 3 h 45 min 27 s \| \| 2e \| Elia Viviani \| Italie \| Quick-Step Floors \| + 0 s \| \| 3e \| Niccolò Bonifazio \| Italie \| Bahrain-Merida \| + 0 s \| \| 4e \| Sacha Modolo \| Italie \| EF Education First-Drapac \| + 0 s \| \| 5e \| Danny van Poppel \| Pays-Bas \| LottoNL-Jumbo \| + 0 s \| \| 6e \| Jakub Mareczko \| Italie \| Wilier Triestina-Selle Italia \| + 0 s \| \| 7e \| Clément Venturini \| France \| AG2R La Mondiale \| + 0 s \| \| 8e \| Mads Pedersen \| Danemark \| Trek-Segafredo \| + 0 s \| \| 9e \| Jürgen Roelandts \| Belgique \| BMC Racing Team \| + 0 s \| \| 10e \| Jens Debusschere \| Belgique \| Lotto-Soudal \| + 0 s \| |                   |          |                               |                 |
| |                   |          |                               |                 |
| Source : ProCyclingStats |                   |          |                               |                 |
| Classement de l'étape |                   |          |                               |                 |
| Coureur | Coureur           | Pays     | Équipe                        | Temps           |
| 1er | Sam Bennett       | Irlande  | Bora-Hansgrohe                | 3 h 45 min 27 s |
| 2e | Elia Viviani      | Italie   | Quick-Step Floors             | + 0 s           |
| 3e | Niccolò Bonifazio | Italie   | Bahrain-Merida                | + 0 s           |
| 4e | Sacha Modolo      | Italie   | EF Education First-Drapac     | + 0 s           |
| 5e | Danny van Poppel  | Pays-Bas | LottoNL-Jumbo                 | + 0 s           |
| 6e | Jakub Mareczko    | Italie   | Wilier Triestina-Selle Italia | + 0 s           |
| 7e | Clément Venturini | France   | AG2R La Mondiale              | + 0 s           |
| 8e | Mads Pedersen     | Danemark | Trek-Segafredo                | + 0 s           |
| 9e | Jürgen Roelandts  | Belgique | BMC Racing Team               | + 0 s           |
| 10e | Jens Debusschere  | Belgique | Lotto-Soudal                  | + 0 s           |

### Points attribués
|   | Cycliste         | Pays    | Équipe                        | Points |
| - | ---------------- | ------- | ----------------------------- | ------ |
| 1 | Davide Ballerini | Italie  | Androni Giocattoli-Sidermec   | 20     |
| 2 | Maxim Belkov     | Russie  | Katusha-Alpecin               | 12     |
| 3 | Markel Irizar    | Espagne | Trek-Segafredo                | 8      |
| 4 | Elia Viviani     | Italie  | Quick-Step Floors             | 6      |
| 5 | Guillaume Boivin | Canada  | Israel Cycling Academy        | 4      |
| 6 | Fabio Sabatini   | Italie  | Quick-Step Floors             | 3      |
| 7 | Rémi Cavagna     | France  | Quick-Step Floors             | 2      |
| 8 | Giuseppe Fonzi   | Italie  | Wilier Triestina-Selle Italia | 1      |

|   | Cycliste         | Pays    | Équipe                        | Points | Bonif |
| - | ---------------- | ------- | ----------------------------- | ------ | ----- |
| 1 | Maxim Belkov     | Russie  | Katusha-Alpecin               | 20     | 3 s   |
| 2 | Davide Ballerini | Italie  | Androni Giocattoli-Sidermec   | 12     | 2 s   |
| 3 | Markel Irizar    | Espagne | Trek-Segafredo                | 8      | 1 s   |
| 4 | Elia Viviani     | Italie  | Quick-Step Floors             | 6      |       |
| 5 | Fabio Sabatini   | Italie  | Quick-Step Floors             | 4      |       |
| 6 | Rémi Cavagna     | France  | Quick-Step Floors             | 3      |       |
| 7 | Florian Sénéchal | France  | Quick-Step Floors             | 2      |       |
| 8 | Giuseppe Fonzi   | Italie  | Wilier Triestina-Selle Italia | 1      |       |

| - Sprint final de Praia a Mare (km 159) : \| \| Cycliste \| Pays \| Équipe \| Points \| Bonif \| \| -- \| ---------------------- \| -------------- \| ----------------------------- \| ------ \| ----- \| \| 1 \| Sam Bennett \| Irlande \| Bora-Hansgrohe \| 50 \| 10 s \| \| 2 \| Elia Viviani \| Italie \| Quick-Step Floors \| 35 \| 6 s \| \| 3 \| Niccolò Bonifazio \| Italie \| Bahrain-Merida \| 25 \| 4 s \| \| 4 \| Sacha Modolo \| Italie \| EF Education First-Drapac \| 18 \| \| \| 5 \| Danny van Poppel \| Pays-Bas \| Lotto NL-Jumbo \| 14 \| \| \| 6 \| Jakub Mareczko \| Italie \| Wilier Triestina-Selle Italia \| 12 \| \| \| 7 \| Clément Venturini \| France \| AG2R La Mondiale \| 10 \| \| \| 8 \| Mads Pedersen \| Danemark \| Trek-Segafredo \| 8 \| \| \| 9 \| Jürgen Roelandts \| Belgique \| BMC Racing \| 7 \| \| \| 10 \| Jens Debusschere \| Belgique \| Lotto Fix All \| 6 \| \| \| 11 \| Enrico Barbin \| Italie \| Bardiani CSF \| 5 \| \| \| 12 \| Paolo Simion \| Italie \| Bardiani CSF \| 4 \| \| \| 13 \| Viatcheslav Kouznetsov \| Russie \| Katusha-Alpecin \| 3 \| \| \| 14 \| Ryan Gibbons \| Afrique du Sud \| Dimension Data \| 2 \| \| \| 15 \| Manuel Belletti \| Italie \| Androni Giocattoli-Sidermec \| 1 \| \| |                        |                |                               |        |       |
| | Cycliste               | Pays           | Équipe                        | Points | Bonif |
| 1 | Sam Bennett            | Irlande        | Bora-Hansgrohe                | 50     | 10 s  |
| 2 | Elia Viviani           | Italie         | Quick-Step Floors             | 35     | 6 s   |
| 3 | Niccolò Bonifazio      | Italie         | Bahrain-Merida                | 25     | 4 s   |
| 4 | Sacha Modolo           | Italie         | EF Education First-Drapac     | 18     |       |
| 5 | Danny van Poppel       | Pays-Bas       | Lotto NL-Jumbo                | 14     |       |
| 6 | Jakub Mareczko         | Italie         | Wilier Triestina-Selle Italia | 12     |       |
| 7 | Clément Venturini      | France         | AG2R La Mondiale              | 10     |       |
| 8 | Mads Pedersen          | Danemark       | Trek-Segafredo                | 8      |       |
| 9 | Jürgen Roelandts       | Belgique       | BMC Racing                    | 7      |       |
| 10 | Jens Debusschere       | Belgique       | Lotto Fix All                 | 6      |       |
| 11 | Enrico Barbin          | Italie         | Bardiani CSF                  | 5      |       |
| 12 | Paolo Simion           | Italie         | Bardiani CSF                  | 4      |       |
| 13 | Viatcheslav Kouznetsov | Russie         | Katusha-Alpecin               | 3      |       |
| 14 | Ryan Gibbons           | Afrique du Sud | Dimension Data                | 2      |       |
| 15 | Manuel Belletti        | Italie         | Androni Giocattoli-Sidermec   | 1      |       |

## Classements à l'issue de l'étape

### Classement général
| \| Classement général \| Classement général \| Classement général \| Classement général \| Classement général \| \| Coureur \| Coureur \| Pays \| Équipe \| Temps \| \| ------------------ \| ------------------ \| ------------------ \| ------------------ \| ------------------ \| \| 1er \| Simon Yates \| Royaume-Uni \| Mitchelton-Scott \| 26 h 31 min 30 s \| \| 2e \| Tom Dumoulin \| Pays-Bas \| Team Sunweb \| + 16 s \| \| 3e \| Esteban Chaves \| Colombie \| Mitchelton-Scott \| + 26 s \| \| 4e \| Domenico Pozzovivo \| Italie \| Bahrain-Merida \| + 43 s \| \| 5e \| Thibaut Pinot \| France \| Groupama-FDJ \| + 45 s \| \| 6e \| Rohan Dennis \| Australie \| BMC Racing Team \| + 53 s \| \| 7e \| Pello Bilbao \| Espagne \| Astana \| + 1 min 03 s \| \| 8e \| Christopher Froome \| Royaume-Uni \| Team Sky \| + 1 min 10 s \| \| 9e \| George Bennett \| Nouvelle-Zélande \| LottoNL-Jumbo \| + 1 min 11 s \| \| 10e \| Fabio Aru \| Italie \| UAE Team Emirates \| + 1 min 12 s \| |                    |                  |                   |                  |
| |                    |                  |                   |                  |
| Source : ProCyclingStats |                    |                  |                   |                  |
| Classement général |                    |                  |                   |                  |
| Coureur | Coureur            | Pays             | Équipe            | Temps            |
| 1er | Simon Yates        | Royaume-Uni      | Mitchelton-Scott  | 26 h 31 min 30 s |
| 2e | Tom Dumoulin       | Pays-Bas         | Team Sunweb       | + 16 s           |
| 3e | Esteban Chaves     | Colombie         | Mitchelton-Scott  | + 26 s           |
| 4e | Domenico Pozzovivo | Italie           | Bahrain-Merida    | + 43 s           |
| 5e | Thibaut Pinot      | France           | Groupama-FDJ      | + 45 s           |
| 6e | Rohan Dennis       | Australie        | BMC Racing Team   | + 53 s           |
| 7e | Pello Bilbao       | Espagne          | Astana            | + 1 min 03 s     |
| 8e | Christopher Froome | Royaume-Uni      | Team Sky          | + 1 min 10 s     |
| 9e | George Bennett     | Nouvelle-Zélande | LottoNL-Jumbo     | + 1 min 11 s     |
| 10e | Fabio Aru          | Italie           | UAE Team Emirates | + 1 min 12 s     |

### Classement du meilleur jeune
| Classement du meilleur jeune | Classement du meilleur jeune | Classement du meilleur jeune | Classement du meilleur jeune | Classement du meilleur jeune |
| Coureur                      | Coureur                      | Pays                         | Équipe                       | Temps                        |
| ---------------------------- | ---------------------------- | ---------------------------- | ---------------------------- | ---------------------------- |
| 1er                          | Richard Carapaz              | Équateur                     | Movistar Team                | 26 h 32 min 53 s             |
| 2e                           | Ben O'Connor                 | Australie                    | Dimension Data               | + 16 s                       |
| 3e                           | Sam Oomen                    | Pays-Bas                     | Team Sunweb                  | + 19 s                       |
| 4e                           | Maximilian Schachmann        | Allemagne                    | Quick-Step Floors            | + 39 s                       |
| 5e                           | Miguel Ángel López           | Colombie                     | Astana                       | + 49 s                       |
| 6e                           | Valerio Conti                | Italie                       | UAE Team Emirates            | + 3 min 21 s                 |
| 7e                           | Fausto Masnada               | Italie                       | Androni Giocattoli-Sidermec  | + 7 min 13 s                 |
| 8e                           | Giulio Ciccone               | Italie                       | Bardiani CSF                 | + 14 min 45 s                |
| 9e                           | Matej Mohorič                | Slovénie                     | Bahrain-Merida               | + 14 min 58 s                |
| 10e                          | Jack Haig                    | Australie                    | Mitchelton-Scott             | + 15 min 03 s                |

### Classement aux points
| Classement par points | Classement par points | Classement par points | Classement par points         | Classement par points |
| Coureur               | Coureur               | Pays                  | Équipe                        | Points                |
| --------------------- | --------------------- | --------------------- | ----------------------------- | --------------------- |
| 1er                   | Elia Viviani          | Italie                | Quick-Step Floors             | 178 pts               |
| 2e                    | Sam Bennett           | Irlande               | Bora-Hansgrohe                | 100 pts               |
| 3e                    | Sacha Modolo          | Italie                | EF Education First-Drapac     | 73 pts                |
| 4e                    | Jakub Mareczko        | Italie                | Wilier Triestina-Selle Italia | 65 pts                |
| 5e                    | Guillaume Boivin      | Canada                | Israel Cycling Academy        | 52 pts                |
| 6e                    | Davide Ballerini      | Italie                | Androni Giocattoli-Sidermec   | 52 pts                |
| 7e                    | Marco Frapporti       | Italie                | Androni Giocattoli-Sidermec   | 49 pts                |
| 8e                    | Niccolò Bonifazio     | Italie                | Bahrain-Merida                | 43 pts                |
| 9e                    | Maxim Belkov          | Russie                | Katusha-Alpecin               | 38 pts                |
| 10e                   | Enrico Battaglin      | Italie                | LottoNL-Jumbo                 | 37 pts                |

### Classement du meilleur grimpeur
| Classement de la montagne | Classement de la montagne | Classement de la montagne | Classement de la montagne     | Classement de la montagne |
| Coureur                   | Coureur                   | Pays                      | Équipe                        | Points                    |
| ------------------------- | ------------------------- | ------------------------- | ----------------------------- | ------------------------- |
| 1er                       | Esteban Chaves            | Colombie                  | Mitchelton-Scott              | 35 pts                    |
| 2e                        | Simon Yates               | Royaume-Uni               | Mitchelton-Scott              | 18 pts                    |
| 3e                        | Thibaut Pinot             | France                    | Groupama-FDJ                  | 12 pts                    |
| 4e                        | Enrico Barbin             | Italie                    | Bardiani CSF                  | 11 pts                    |
| 5e                        | George Bennett            | Nouvelle-Zélande          | LottoNL-Jumbo                 | 9 pts                     |
| 6e                        | Marco Frapporti           | Italie                    | Androni Giocattoli-Sidermec   | 7 pts                     |
| 7e                        | Ryan Mullen               | Irlande                   | Trek-Segafredo                | 6 pts                     |
| 8e                        | Domenico Pozzovivo        | Italie                    | Bahrain-Merida                | 6 pts                     |
| 9e                        | Eugert Zhupa              | Albanie                   | Wilier Triestina-Selle Italia | 5 pts                     |
| 10e                       | Andrea Vendrame           | Italie                    | Androni Giocattoli-Sidermec   | 4 pts                     |

### Classements par équipes

#### Classement au temps
| Classement par équipes | Classement par équipes                   | Classement par équipes | Classement par équipes |
| Équipe                 | Équipe                                   | Pays                   | Temps                  |
| ---------------------- | ---------------------------------------- | ---------------------- | ---------------------- |
| 1re                    | Mitchelton-Scott                         | Australie              | 79 h 36 min 54 s       |
| 2e                     | Sky                                      | Royaume-Uni            | + 2 min 06 s           |
| 3e                     | Movistar Team                            | Espagne                | + 2 min 06 s           |
| 4e                     | Astana                                   | Kazakhstan             | + 2 min 23 s           |
| 5e                     | UAE Team Emirates                        | Émirats arabes unis    | + 6 min 00 s           |
| 6e                     | Groupama-FDJ                             | France                 | + 8 min 02 s           |
| 7e                     | Team Sunweb                              | Allemagne              | + 13 min 40 s          |
| 8e                     | Lotto NL-Jumbo                           | Pays-Bas               | + 14 min 48 s          |
| 9e                     | EF Education First-Drapac p/b Cannondale | États-Unis             | + 15 min 40 s          |
| 10e                    | Dimension Data                           | Afrique du Sud         | + 17 min 32 s          |

#### Classement aux points
| Classement par équipes aux points | Classement par équipes aux points | Classement par équipes aux points | Classement par équipes aux points |
| Équipe                            | Équipe                            | Pays                              | Points                            |
| --------------------------------- | --------------------------------- | --------------------------------- | --------------------------------- |

## Abandon
- 217 -  Edoardo Zardini (Wilier Triestina-Selle Italia) : Non partant